# Wilhelm Schröder (Politiker, 1894)
Wilhelm Schröder (* 27. Februar 1894 in Niederbarkhausen; † 14. Februar 1972 in Senne I) war ein deutscher Politiker (SPD).
Schröder war der Sohn eines Zieglers. Er besuchte die Volksschule und arbeitete dann als Metallarbeiter in Oerlinghausen (Lippe). Schröder, der evangelischer Konfession war, war verheiratet. Bei der Landtagswahl in Lippe 1933 kandidierte er auf Platz 7 der SPD-Liste und wurde in den Landtag Lippe gewählt. Aufgrund der Machtergreifung der Nationalsozialisten konnten die gewählten Landtagsabgeordneten der SPD nur an der konstituierenden Sitzung des Landtags teilnehmen, danach wurde ihnen der Zutritt zum Landtag verweigert. Mit dem Verbot der SPD am 22. Juni 1933 im Reich und am 23. Juni 1933 in Lippe verlor Schröder formal sein Landtagsmandat.